# Nigel Codrington
Nigel Codrington (Georgetown, 5 de julho de 1979) é um ex-futebolista guianense que atuava como atacante.

## Carreira
Jogou boa parte de sua carreira, iniciada em 1999 no Camptown Georgetown, em clubes do Caribe; defendeu Notre Dame (Barbados), San Juan Jabloteh e Caledonia AIA (ambos de Trinidad e Tobago) entre 2003 e 2009, com uma rápida passagem pela USL Second Division dos Estados Unidos, onde representou o Cleveland City Stars por empréstimo em 2007. Voltou ao Camptown em 2009, aposentando-se em 2012.

## Carreira internacional
Codrington é o maior artilheiro da história da Seleção Guianense, pela qual disputou 33 jogos entre 2001 e 2010. As seleções que mais levaram gols do atacante foram Guadalupe (5 gols) e Suriname (3 gols).

## Títulos
Notre Dame
- Campeonato Barbadiano: (2004)
- Copa de Barbados: (2004)

San Juan Jabloteh
- Copa de Trinidade e Tobago: (2005)
- Digicel Pro Bowl: (2005)

Caledonia AIA
- Copa de Trinidade e Tobago: (2008)
- Digicel Pro Bowl: (2008)